# Psychose
Pour le film d'Alfred Hitchcock, voir Psychose (film).
Pour les articles homonymes, voir Psychose (homonymie).
 Mise en garde médicale
La psychose est un terme générique en psychiatrie désignant un trouble ou un état anormal de l'esprit, évoquant le plus souvent une ou des obsessions avec pour résultat une « perte de contact avec la réalité ». Les individus souffrant de psychose sont nommés des « psychotiques ».

## Histoire des recherches sur la pathologie
Étymologiquement, le mot « psychose » est formé de la racine du mot en grec ancien ψυχή / psuchḗ, « esprit, âme », et du suffixe nominal -ose comme sur le modèle du mot « névrose ».
Le terme « psychose » fut employé pour la première fois par un médecin autrichien, le baron Ernst von Feuchtersleben, en 1845, comme alternative aux termes vésanie, folie et manie. Il dérive du grec ψύχωσις / psúchōsis, « action d’animer, de donner la vie, âme »,.
Le terme fut toutefois introduit en matière littéraire en 1841 par Karl Friedrich Canstatt, physicien et auteur médical allemand, dans son œuvre Handbuch der Medizinischen Klinik. Il l'a utilisé en tant que diminutif de « névrose psychique ». Pendant cette période, la psychose correspondait aux quelconques maladies touchant le système nerveux, et Canstatt s'y est référé en tant que manifestation d'une maladie cérébrale.[réf. nécessaire]
Le terme a également été utilisé afin de distinguer le trouble de l'esprit du trouble du système nerveux, la névrose. La psychose est ainsi devenue l'équivalent moderne de l'ancienne notion de démence — beaucoup de débats ont eu lieu sur l'existence de nombreuses formes de cette nouvelle maladie.[réf. nécessaire]
C'est le psychiatre allemand Emil Kraepelin qui a posé les fondements d'une séparation nette entre troubles psychotiques et troubles névrotiques. Dans l'intention de créer une synthèse des divers troubles mentaux identifiés par les psychiatres du XIXe siècle, il a regroupé les maladies en les classifiant en fonction de leurs symptômes. Il a utilisé le terme « psychose maniaco-dépressive » pour décrire tout le spectre des troubles de l'humeur, dans un sens beaucoup plus large qu'aujourd'hui.[réf. nécessaire]
Eugène Minkovski a abordé les psychoses sous un angle phénoménologique, Henri Ey sous celui de l'organodynamisme. Dans une approche psychopathologique systématisée, Jean Bergeret a été l'un de ceux qui ont défini la psychose comme une « structure » (cf. structure en psychopathologie) regroupant notamment la schizophrénie, la paranoïa, les troubles bipolaires, etc.,. Jacques Lacan a rapporté la structure psychotique à la forclusion du Nom-du-Père.

## Psychiatrie
La psychose qualifie les formes sévères d'un trouble psychiatrique durant lesquelles peuvent survenir délires, hallucinations, violences irrépressibles ou encore une perception distordue de la réalité.
Le terme de « psychose » a une utilisation très variée et peut désigner toute expérience délirante ou aberrante exprimée dans les mécanismes complexes et catatoniques de la schizophrénie et du trouble bipolaire,. En outre, une grande variété de maladies liées au système nerveux central, causées par des substances étrangères ou des problèmes physiologiques, peuvent produire des symptômes de psychose.

### Symptomatologie
La psychose est constituée de plusieurs phases, et elle s'observe généralement à travers des troubles de comportement, et des troubles psychiatriques. Les individus souffrant de psychose peuvent souffrir de symptômes tels que des hallucinations, des délires, une catatonie ou des troubles du cours de la pensée et ils sont souvent perçus comme étant dans un état secondaire et leurs agissements sont indépendants de leur volonté. Le trouble peut également s'accompagner de difficultés d'intégration sociale,. Ainsi, le trouble fragilise la réelle perception des choses, l'individu a donc du mal à définir le vrai du faux, le réel de l'imaginaire.

#### Hallucinations
Le concept classique d'hallucination psychotique a été formulé en 1838 par Jean-Étienne Esquirol. Dans son traité Des maladies mentales on lit : « Un homme qui a la conviction intime d’une sensation actuellement perçue, alors que nul objet extérieur propre à exciter cette sensation n’est à portée de ses sens, est dans un état d'hallucination : c’est un visionnaire. ».
Aujourd'hui, l'hallucination se définit souvent en tant qu'une perception sans objet
Les hallucinations se différencient des illusions, ou distorsions perceptuelles, qui sont la mauvaise perception des stimuli externes.
Les hallucinations peuvent survenir sous n'importe quelle forme et affecter n'importe quel sens, de la simple sensation (lumières, couleurs, goûts, odeurs) à des expériences comme percevoir entièrement mais d'une manière anormale des animaux ou des humains, entendre des voix, et des sensations complexes au toucher. Mais les hallucinations dans la psychose sont essentiellement verbales, auditives ou psychomotrices. Elles ont été regroupées en tant que syndrome de l'Automatisme Mental par le célèbre psychiatre français Gaëtan Gatian de Clérambault qui met en avant le fait que le caractère automatique et imposé des hallucinations prime sur leur forme sensorielle.
La psychose débute souvent par les hallucinations élémentaires type l'écho de la pensée. Les hallucinations sonores, en particulier lorsque le patient entend des voix intra- ou extra-psychiques, sont des symptômes relatifs à la période d'état de la psychose. Ces voix hallucinatoires peuvent parler au patient et prendre de multiples intonations. Ces hallucinations auditives peuvent s'avérer perturbantes ou préoccupantes lorsqu'elles commandent ou ordonnent au patient. Cependant, entendre des voix n'est pas forcément considéré comme négatif. Une étude démontre que la majorité des individus qui entendent des voix ne requièrent aucune assistance psychiatrique. Le Hearing Voices Movement a été créé pour aider les individus qui entendent des voix, sans se soucier de leur état mental.

#### Délires
La psychose peut impliquer la formation du délire.
La définition classique de délire est donnée en 1814 par Jean-Étienne Esquirol : « Un homme est en délire, lorsque ses sensations ne sont point en rapport avec les objets extérieurs, lorsque ses idées ne sont point en rapport avec ses sensations, lorsque ses jugements et ses déterminations ne sont point en rapport avec ses idées, lorsque ses idées, ses jugements, ses déterminations sont indépendants de sa volonté ». Esquirol remarque également que «Les hallucinations sont la cause la plus fréquente du délire».
Les thèmes récurrents des états délires sont la persécution (dans laquelle l'individu croit à tort qu'un mal lui est fait), la mégalomanie (dans laquelle l'individu pense posséder des pouvoirs hors du commun), etc.
Les individus dépressifs peuvent également souffrir de délires type mélancolique, comme une culpabilité délirante ou l'idée hypochondriaque, c'est-dire la croyance d'avoir contracté une maladie sérieuse.
Karl Jaspers classifie les délires psychotiques sous deux types : primaires et secondaires. Les délires primaires se définissent comme des délires qui surviennent soudainement et qui sont incompréhensibles en termes de processus mental normal, tandis que les délires secondaires se définissent comme étant influencés par les antécédents d'un individu ou de la situation actuelle dans laquelle il vit (ex. : superstitions, ethnie différente).
Dans la perspective psychiatrique le délire est traité comme un trouble purement négatif. Ainsi Henri Ey le qualifie de forme de dissolution de l'être conscient.
Dans le courant psychanalytique, on a montré que le délire peut représenter une construction auto-thérapeutique produite par le sujet psychotique pour se défendre de l'angoisse. C'est l'idée que Freud étudiait à partir du cas de Président Schreber. Les travaux contemporains ont permis de mieux comprendre comment l'évolution de la formation délirante permet au sujet de lutter contre la dissociation schizophrénique. Jean-Claude Maleval a montré sous quelles conditions la formation imaginaire du délire permet de stabiliser la vie pulsionnelle du sujet. Il a dégagé une logique quaternaire du délire chronique donnant corps à l'intuition de Lacan concernant l'existence d'une "échelle des délires".
L'état délirant implique une modification du rapport au temps : dans le délire mélancolique le temps en tant que vécu psychique peut disparaître (dans le délire de Cotard le sujet se croit éternel), dans les délires de persécutions la temporalité est conditionné par le roman délirant, c'est-à-dire l'histoire délirante entre le sujet et son persécuteur.
La psychothérapie institutionnelle s'inspire de l'idée de Freud concernant la fonction auto-thérapeutique du délire pour promouvoir la stabilisation de l'état psychotique à travers les expressions de la créativité, p. ex. artistique.

##### Diagnostic
Pour diagnostiquer un délire, il faut déterminer la durée, le mécanisme, la thématique et la structure
- L'ancienneté du délire distingue un syndrome aigu (durée < 3 mois) d'un syndrome chronique (durée > 3 mois). Pour la déterminer, il est fondamental de rechercher les antécédents psychiatriques.
- Le mécanisme correspond au processus autour duquel l'idée délirante se construit (intuition–interprétation–imagination–illusion–hallucination).
- Les thèmes du délire, ce sur quoi il porte et qui frappe immédiatement à l'écoute d'un délirant : c'est son roman. Il peut y en avoir un seul ou plusieurs (mégalomanie, jalousie, érotomanie, persécution…). La persécution n'est spécifique d'aucun délire et ne caractérise pas les délires paranoïaques.
- La structure du délire : systématisé (caractéristiques des délires paranoïaques), on parle alors de degrés d'extension du délire. Soit en secteur : le délire est centré sur la vie professionnelle, sociale (délire paranoïaque de revendication) ou affective (délire paranoïaque de jalousie, érotomanie). Le délire est dirigé vers un seul but ou une seule idée : postulat de base. Soit en réseau : extension à un nombre de plus en plus grand de personnes ou de secteurs d'activités. Le délire non systématisé se traduit par une multiplicité de thèmes et de mécanismes qui coexistent sans enchaînement logique entre eux.

La réaction affective qui l'accompagne : l'investissement affectif conditionne les réactions auto ou hétéro-agressives du patient. Dans les délires à forte participation affective (délire passionnel ou encore certain délires paranoïdes), le sujet peut aller jusqu'à tuer le persécuteur désigné. Si l'affect est dépressif, le sujet peut se suicider (délire de relation des sensitifs de Kreschner, mélancolie délirante, PHC). 
Dans certains délires, paranoïaques passionnels principalement, l'excitation psychomotrice d'allure maniaque donne au délire un caractère très exalté voire euphorique. Dans la schizophrénie, on note souvent une dissociation affective entre une thématique très effrayante avec des voix proférant des menaces de mort et une réaction amusée du patient. Parfois, l'énonciation du délire n'entraîne pas, ou peu, de réaction du sujet : absence totale de charge affective[réf. nécessaire].

#### Catatonie
La catatonie décrit un état d'agitation profonde dans lequel l'expérience de la réalité est souvent inadéquate. Il existe deux manifestations primaires du comportement catatonique :
- La présentation classique définit un individu ne cherchant à établir aucun intérêt ou lien social avec le monde extérieur. Ce type de catatonie présente une flexibilité cireuse. La flexibilité cireuse désigne une flexibilité physique attribuée chez un individu catatonique immobile par un autre individu.
- Le deuxième type de catatonie définit une agitation profonde impliquant un comportement moteur excessif et sans but ainsi qu'une préoccupation mentale extrême gardant une perception de la réalité intacte. C'est une forme clinique de dépression, ou encore un désordre mental, qui, en s'installant dans le temps, conduit l'individu à un état de schizophrénie ou de psychose. Henri Ellenberger est l'un des rares auteurs à avoir rédigé un essai sur le syndrome psychologique de la catatonie[réf. nécessaire].

#### Trouble du cours de la pensée
Le trouble de la pensée désigne une anomalie de la pensée consciente. Il est identifié par son impact sur la parole et l'écriture. Les individus affectés présentent une déconnexion et une désorganisation du contenu sémantique de la parole se manifestant également dans leur écriture. Dans des cas sévères, comme la schizophasie, le langage devient incompréhensible.

### Troubles psychiatriques
D'un point de vue diagnostique, un trouble organique se définit comme étant causé par une maladie physique liée au cerveau (secondaire aux autres conditions du trouble psychiatrique), tandis qu'un trouble fonctionnel se définit comme un trouble de l'esprit causé en l'absence d'une maladie physique (troubles psychiatriques ou psychologiques primaires). Les causes psychiatriques primaires de la psychose impliquent,, :
- schizophrénie et troubles schizophréniformes ;
- trouble affectif (de l'humeur), incluant sévère dépression, et sévère dépression maniaque (perçue dans le trouble bipolaire). Les individus souffrant d'épisodes psychotiques dans le contexte d'une dépression peuvent souffrir de délires ou d'hallucinations de persécution ou d'auto-blâme, tandis que les individus souffrant d'épisodes psychotiques dans le contexte d'une manie peuvent souffrir de mégalomanie ;
- trouble schizo-affectif, impliquant des symptômes de schizophrénie et de troubles de l'humeur ;
- trouble psychotique bref ;
- trouble délirant (persistant) ;
- psychose hallucinatoire chronique.

Des symptômes psychotiques peuvent également survenir dans divers autres troubles incluant :
- trouble schizotypique ;
- certains troubles de la personnalité lors de stress (dont les troubles de la personnalité paranoïaque, schizotypiques, et état-limite) ;
- dépression, quelquefois dans sa forme sévère ;
- trouble bipolaire lors d'épisodes dépressifs ou maniaques ;
- folie à deux ;
- pharmacopsychose ;
- parfois lors de troubles obsessionnels compulsifs
- paraphrénie

Le stress est connu pour contribuer et développer des états de psychose. Des antécédents d'événements psychologiques traumatisants, et une expérience récente stressante, peuvent contribuer au développement d'une psychose. Une psychose à court-terme causée par le stress est connue sous le terme de psychose réactive brève, et les patients peuvent spontanément retrouver leur état normal passé deux semaines.

#### États normaux
Quelques brèves hallucinations peuvent survenir chez les individus qui ne sont atteints d'aucun trouble psychiatrique spécifique. Les causes peuvent inclure :
- endormissement puis réveil : hallucinations hypnagogiques et hypnopompiques[29] ;
- deuil, durant lequel les hallucinations d'un être cher décédé peuvent survenir[27] ;
- agrypnie sévère[30],[31],[32] ;
- privation sensorielle ;
- intoxication liée à la caféine[33],[34],[35] ;
- événement extrêmement stressant.

#### Substances
Certaines substances (légales ou illégales) sont impliquées dans la cause, le développement, et/ou la précipitation d'états psychotiques et/ou de troubles mentaux chez les consommateurs. Ceux-ci peuvent faire suite à une intoxication, durant une période prolongée d'utilisation, ou de sevrage. Des individus souffrant de psychose induite par une substance ont un risque élevé de pensées suicidaires comparé à ceux souffrant de maladie psychotique primaire. Les substances pouvant causer des symptômes psychotiques incluent amphétamines, cannabis, cathinones, cocaïne, hallucinogènes (mauvais délire) comme le LSD notamment.
Approximativement 3 % des individus alcoolo-dépendants font l'expérience de psychose lors d'une intoxication ou d'un sevrage. Chez les individus consommant régulièrement du cannabis, des états psychotiques fréquents, voire un état schizophrène, peuvent se développer,. Le cannabis étant considéré par certains comme une cause de la schizophrénie, il reste malgré tout un sujet controversé,. Des états de psychose peuvent être également provoqués par le sevrage à partir d'un seul neuroleptique, états qui peuvent durer plusieurs années,.

### Diagnostic
Diagnostiquer la présence et/ou le développement d'une psychose peut se différencier du diagnostic de la cause d'une psychose. La présence d'une psychose est typiquement diagnostiquée par entrevue médicale, impliquant un examen de la santé mentale,. Son développement peut s'établir à l'aide d'une grille d'évaluation. Le Brief Psychiatric Rating Scale (BPRS) assigne le niveau de dix-huit symptômes de la psychose dont l'hostilité, la suspicion, l'hallucination, et la mégalomanie. Cette évaluation se base sur le point de vue clinique du patient et l'observation de son comportement durant deux ou trois jours. La famille du patient peut également décrire son comportement.

### Traitement
Le traitement dépend du diagnostic précis posé. Le traitement de la psychose peut induire en premier lieu une prise médicamenteuse d'antipsychotiques (par voie orale ou injection intramusculaire), et souvent une hospitalisation qui peut s'avérer nécessaire. Cependant, il existe des problèmes liés à la prise médicamenteuse. Elle peut induire des lésions cérébrales comme une atrophie du cortex préfrontal, des symptômes parkinsonniens à longue durée (dyskinésie tardive), et des changements dans la personnalité. De plus, les antipsychotiques peuvent causer des symptômes psychotiques lorsqu'ils sont administrés à long terme, puis arrêtés d'un coup.

### Emergence du «spectre de la psychose»
Certaines études mettent en avant, selon le modèle de l'autisme et de l'addiction dans le DSM 5, l'idée d'un modèle multidimensionnel de la schizophrénie, dorénavant classée au sein des troubles du spectre psychotiques. L'observation de l'évolution du Président Schreber conforte cette approche puisqu'il présenta successivement des tableaux cliniques de mélancolie, de schizophrénie, de paranoïa, de paraphrénie, pour finir par retomber dans la schizophrénie.
D'après une étude de 2012 sur la psychose, un nombre croissant de données est en faveur de la théorie d'un spectre ou d'un continuum psychotique, avec des taux manifestement élevés d'expériences psychotiques relevant d'un « seuil peu élevé ». D'après un tel ensemble, une plus grande partie de la population générale se trouve affectée par la psychose. L'introduction de la notion de psychose ordinaire vient à l'appui de cette approche.
Le concept du spectre de la psychose permettrait non seulement d'étudier de plus près le développement de la psychose clinique, mais aussi de fournir au patient un plus grand soutien, une meilleure éducation quant au risque de développer un trouble psychotique, et l'accès à des interventions pouvant minimiser ce risque.

## Psychanalyse

### Freud
Contre Eugen Bleuler, Freud reprend en 1894 le concept de psychose à la psychiatrie de Emil Kraepelin au sens de délire ou d’hallucination inconscients. Selon Roudinesco, Freud a conduit trois cures de psychotiques, mais qui ont tous été présentés comme des cas de névrose et sa seule analyse présentée en tant que telle comme un cas de psychose a été faite à partir de celle d’un livre, Mémoires d'un névropathe de Daniel Paul Schreber. Au terme de ses recherches, Freud distingue la psychose de la névrose et de la perversion. Freud élabore une première théorie de la psychose entre 1909 et 1911, à travers le concept de « clivage du moi », c'est-à-dire comme une opposition entre le moi et la réalité, et abandonne la notion de schizophrénie au profit de celle de paranoïa qui devient le « modèle structural de la psychose en général ». Après sa nouvelle théorie du narcissisme (1914) élaborée dans le cadre de la seconde topique (1920), Freud définit la psychose « comme la reconstruction hallucinatoire dans laquelle le sujet est tourné uniquement vers lui-même, dans une situation sexuelle auto-érotique », coupé du contact avec la réalité et privé du rapport aux autres. Mais si Freud réintègre pour finir la notion de schizophrénie (rattachée par les symptômes à l’hystérie), il rejette tout de même l'idée de nosographie et pose une solution de continuité entre le normal et le pathologique (à l'image du rêve, par exemple, où tout sujet dit « normal » connaît des hallucinations).

### Situation de la psychose maniaco-dépressive
Selon Vassilis Kapsambelis, « la situation de la psychose maniaco-dépressive, encore plus que celle des autres psychoses, reste remarquablement attachée, dans la pensée de Sigmund Freud, aux pathologies liées au narcissisme », et après l’introduction du narcissisme en 1914, « la psychose maniaco-dépressive fait partie, avec les autres états psychotiques, des « psychonévroses narcissiques ». Aux yeux de Kapsambelis, les travaux de Karl Abraham, et de Melanie Klein, qui font suite aux textes de Métapsychologie (1915) et à Deuil et mélancolie (1917) de Sigmund Freud, représentent « une introduction indispensable à une compréhension métapsychologique des troubles de l’humeur. Ces troubles mènent à l'élaboration théorique de la  « psychose maniaco-dépressive » dans les termes de l'ancienne classification psychiatrique : ils ne sont pas que « thymiques », mais correspondent à une véritable « façon d’être » globale de la personnalité ».

### Lacan
La psychose occupe une place importante dans la pensée de Jacques Lacan qui considère explicitement qu'elle peut être traitée par la cure psychanalytique,. Lacan désigne à travers le concept de forclusion l'un des mécanismes spécifiques de la psychose d'après « lequel se produit un rejet d'un signifiant fondamental hors de l'univers symbolique du sujet ». Le signifiant est alors dit forclos et n'est pas refoulé dans l’inconscient mais « fait retour sous une forme hallucinatoire dans le réel du sujet ».

### Piera Aulagnier
Dans son article « Représentation, délire, histoire », où il est question de l'ouvrage La violence de l'interprétation — Du pictogramme à l'énoncé de Piera Aulagnier paru en 1975, Maurice Dayan considère que Castoriadis-Aulagnier y « formule les exigences qu'implique la simple ouverture de la pensée psychanalytique au champ de la psychose, ainsi que les conditions qui rendent possible l'avènement de la schizophrénie et de la paranoïa ». Cela suppose une révision de la topique freudienne et de ses concepts associés : même si elle s'inscrit de fait et à l'origine, comme le précise Dayan, au programme de la psychanalyse avec des textes de Freud comme Les psychonévroses de défense (1894) et les manuscrits G et H de janvier 1895 (dans les Lettres à Fliess / La naissance de la psychanalyse), l'ouverture au champ de la psychose exige plus qu'un simple aménagement du cadre d'interprétation et d'explication « dans lequel sont venues s'insérer, depuis plusieurs décennies, les variétés connues de la névrose et de quelques rares structures perverses ».

### Clinique des psychoses
C'est dans les années 1950 et suivantes que des analystes s'essayeront au traitement des patients psychotiques : un des précurseurs a été la psychanalyste suisse Marguerite Sechehaye, qui a traité une patiente schizophrène. Ce seront ensuite essentiellement les « kleiniens » (Herbert Rosenfeld, Donald Meltzer et, en France, Paul-Claude Racamier, Evelyne Kestemberg et autres) qui appliqueront les traitements psychanalytiques aux patients psychotiques. A. Green et J.-L. Donnet ont théorisé le concept de la "psychose blanche" et E. Kestemberg celui de la "psychose froide". Jacques-Alain Miller celui de "psychose ordinaire". Harold Searles est emblématique du traitement des schizophrènes par la psychanalyse ; il a publié L'Effort pour rendre l'autre fou.

#### Psychiatrie
- Marguerite Sechehaye, Journal d'une schizophrène, PUF
- Henri Ey, Hallucinations et Délire : les formes hallucinatoires de l'automatisme verbal, Paris/Montréal, Alcan, 1999 (réimpr. 2000) (1re éd. 1934), 192 p. (ISBN 978-2-7384-7843-6 et 2-7384-7843-3, lire en ligne) — réédition L'Harmattan
- Henri Ey, L. Bonnafé, S. Follin, J. Lacan et J. Rouart, Le Problème de la psychogenèse des névroses et des psychoses, Éditions Desclée de Brouwer (réimpr. 1977, 2004) (1re éd. 1950) — rééd. Tchou
- Henri Ey, Bernard et Brisset, Manuel de psychiatrie, Masson, 1960 — 5 fois réédité
- Henri Ey, Traité des hallucinations, Tchou, 2004 (1re éd. 1973) — 2 tomes. Réédition T.1, Ed.: Bibliothèque des Introuvables, 2006  (ISBN 2-84575-185-0), Tome 2, Ed.: Bibliothèque des Introuvables, 2006,  (ISBN 2-84575-186-9)
- Vassilis Kapsambelis et al., « Soigner la psychose », Évolution psychiatrique, Elsevier/Masson, vol. 73, no 4,‎ octobre-décembre 2008 (ISBN 978-2-84299-981-0)

#### Psychanalyse
- Piera Aulagnier, La violence de l'interprétation — du pictogramme à l'énoncé, Paris, Presses universitaires de France, 1975.
- Collectif, Les Psychoses, la perte de la réalité : comprendre, soigner les psychoses, Paris/Sand, Sand & Tchou, 2004, 318 p. (ISBN 2-7107-0597-4)
- Luis-Fernando Crespo et Léon Grinberg (trad. de l'espagnol), L'Identification projective dans les psychoses, Paris/Budapest/Torino, Éditions L'Harmattan, 2003, 256 p. (ISBN 2-7475-4397-8)
- Maurice Dayan, « Représentation, délire, histoire », Psychanalyse à l'université, vol. 1, no 1,‎ 1975, p. 189-211.
- Sigmund Freud, « Remarques psychanalytiques sur l'autobiographie d'un cas de paranoïa, dementia paranoïde, Le Président Schreber », dans Cinq psychanalyses, PUF — Cf. Président Schreber et Cinq psychanalyses
- Vassilis Kapsambelis, « Les troubles de l'humeur et la psychanalyse. Une revue des textes fondateurs », Le Journal des psychologues, vol. 273, no. 10, 2009, p. 32-35.
- Évelyne Kestemberg, La Psychose froide, Paris, PUF, 2001, 221 p. (ISBN 2-13-051798-6)
- Sophie de Mijolla-Mellor, Penser la psychose : une lecture de l'œuvre de Piera Aulagnier, Paris, Éditions Dunod, coll. « Psychismes », 1998, 252 p. (ISBN 978-2-10-004022-3, BNF 37001702).
- Christian Müller (trad. de l'allemand), Études sur la psychothérapie des psychoses, Paris/Montréal, Éditions Privat, 1999 (1re éd. 1982), 191 p. (ISBN 2-7384-7005-X) — rééd. L'Harmattan
- Jacques Lacan, De la psychose paranoïaque dans ses rapports avec la personnalité, Paris, Éditions du Seuil, coll. « Points essais », 1975
- Jacques Lacan, D’une question préliminaire à tout traitement possible de la psychose ; Écrits, Éditions du Seuil, 1966
- Jacques Lacan, Séminaire sur les psychoses, Paris, Éditions du Seuil, coll. « Séminaires de Jacques Lacan »
- Jean-Claude Maleval. Logique du délire. Masson. Paris. 1997. (3e édition revue et augmentée: Presses Universitaires de Rennes. 2011).  (ISBN 978-2-7535-1331-0)
- Elisabeth Roudinesco et Michel Plon, Dictionnaire de la psychanalyse, Paris, Fayard, coll. « La Pochothèque », 2011 (1re éd. 1997), 1789 p. (ISBN 978-2-253-08854-7)
- Salomon Resnik, Personne et psychose, Du Hublot, 1999
- David Rosenfeld (préf. Otto F. Kernberg et Didier Houzel (pour l' éd. française)), Le patient psychotique : Aspects de la Personnalité, Hublot, 2005
- Herbert Rosenfeld, États psychotiques, PUF, 1976
- Michel Soulé, Les traitements des psychoses de l'enfant et de l'adolescent, Paris, Centurion, 1992, 451 p. (ISBN 2-227-00551-3)
- Miller Jacques-Alain (dir), L'amour dans les psychoses, Paris, Seuil, 2004.

#### Psychiatrie
- Classification des psychoses de l'adulte
- Dysharmonie psychotique
- Démence
- Folie
- Neuroleptique
- Psychose déficitaire
- Psychose maniaco-dépressive
- Schizophrénie
- Psychothérapie institutionnelle

#### Psychanalyse
- Psychanalyse # psychose
- Psychothérapie des psychoses
- Approche lacanienne de la psychose
- Schizophrénie # psychanalyse
- Cinq psychanalyses # Le Président Schreber
- Le cas Schreber
- Projection
- Forclusion (psychanalyse)